# Nostrian
Nostrian – imię męskie pochodzenia łacińskiego oznaczające "krajan".
Nostrian imieniny obchodzi 14 lutego.